# 西村ニーナ
西村 ニーナ（にしむら ニーナ、1987年11月15日 – ）は、日本のAV女優。バンビプロモーション所属。

## 略歴・人物
神奈川県出身。2010年6月にデビューした巨乳AV女優。当時の芸名は大沢かえで。同年9月発売の作品をもって引退するが、2014年4月、雪平こよみの芸名で再デビュー。2015年7月、西村ニーナに改名。2016年5月20日、AVからの引退を発表。2017年6月11日、AVへの復帰を報告する。
引退と復帰を繰り返していることについてAVライターの梶山カズオは「復帰のたびに胸の質感、サイズが成長し人気が伸びている“出世魚”女優」とコメントしている。
2020年11月、跡美しゅりプロデュースのアイドルユニット「みっぴぃな」結成メンバーとなる。2021年5月9日をもって同ユニットを卒業。
2022年2月22日、マドンナ専属女優となったことをtwiitterにて発表。2022年5月に発表されたアサヒ芸能「2022現役AV女優SEXY総選挙」で第16位。該当記事ではデビュー12年目に飛躍したダークホースと記載された。
同年12月11日週FANZA通販フロアランキングにて、『マゾ乳中出し Kカップ 西村ニーナ』（ゲインコーポレーション）が初登場7位ランクイン。
2024年2月7日、SNSで結婚を発表。引退はしない。

## 作品

### アダルトDVD

#### 大沢かえで 名義
- ボイン大沢かえでボックス（6月1日、ABC/妄想族）
- kira☆kira BLACK GAL SPECIAL～黒GAL☆爆乳HIGH SCHOOL（6月19日、kira☆kira）共演:武藤クレア、 樺月愛華、湖南みるく
- 膣内射精を拒みきれないIカップデカパイ素人 あかね（7月19日、胸キュン喫茶）
- 妹の爆乳は一見にしかず 27 Jカップ101cm かえで（7月23日、チェリーズ）
- 私の爆乳を見てください 中出しも出来る爆乳女（8月19日、OPPAI）
- 爆乳女子校生～私達に犯させて（9月19日、OPPAI）共演:恵けい、葵ぶるま
- おっぱいスナック 3 Jカップ101cm かえでママ（9月24日、チェリーズ）

#### 雪平こよみ 名義
- 今まで女として見ていなかった幼馴染みに僕の服を貸したら（4月11日、プレステージ）※雪平こよみ名義での復帰第1作（オムニバス作品）
- 息子なら母姉妹の裸当ててみて！家族＋叔母の家族でオール近親相姦7Pスペシャル（5月10日、ROCKET）共演:倖田李梨、浅野えみ、塚田詩織、入江愛美、綾川まどか、桃宮あみ
- 喰い込み爆乳レースクイーン（9月1日、Fitch）
- 男女混浴サウナで巨乳2人に挟まれ汗だくフル勃起（9月25日、ROCKET）共演:塚田詩織、青山菜々、永瀬里美

- 人間廃業催眠緊縛 洗脳中出し肉便器（1月9日、REAL）
- ガンギマリ媚薬失禁アクメ（1月13日、マルクス兄弟 (アダルトビデオ)）
- そのオンナ爆乳につき3、狙われたメガネ爆乳コンシェルジュ狩り Hカップ101cm（3月20日、チェリーズ）
- HYPER FETISH 爆乳キャンギャルいやらしクィーン（3月25日、デジタルアーク）
- 妊娠OKの危険日FUCKに溺れる爆乳人妻保育士を腰をガクガクさせるほどハメまくってやりました（4月4日、NON）
- 揉みたい若妻（4月4日、光夜蝶）
- 爆乳中出し果汁100％ IV（10月13日、CREAM PIE）

#### 西村ニーナ 名義
- MELONS（11月7日、デジタルアーク）※西村ニーナ名義での最初の作品
- ギャル! ギャル! ギャル! ギャル! 超乳ハーレム性交（11月14日、E-BODY）共演:綾瀬みなみ、塚田詩織、西川りおん
- 土下座と奉仕と謝罪（11月29日、中嶋興業）
- バケモノ乳輪どすけべ妻 子持ちのミニスカギャルは超ヤリマン!（12月18日、まぐろ物産）
- ムチムチ巨乳尻ベロちゅうザーメンぶっかけギャル（12月18日、クリスタル映像）

- ボイン大好きしょう太くんのHなイタズラ 西村ニーナ 繭村めい（1月7日、グローリークエスト）
- 魔少年たちの巨乳奥様狩り 10（1月22日、クリスタル映像）
- 不倫セックス依存若妻（1月25日、シャーク）
- お姉さんの巨尻が猥褻過ぎて秒殺で悩殺!!（3月10日、MARRION）
- 肉感介護ヘルパー 魅惑のお乳でお尻で性欲処理お世話致します（3月18日、まぐろ物産）
- 思わず●RECしたくなる着衣爆乳おっぱい ニーナさん（4月8日、unfinished）
- 中年おやじサークル中出しオフ会8（5月20日、クリスタル映像）
- バケモノ乳輪肉欲痴漢バス 爆乳巨尻のセルライトむき出し露出ギャル（5月20日、まぐろ物産）
- 全裸オイルキャットファイト 7 HANABI 強い女の中の女たち出てこいや! 8人制最強美女決定トーナメント2016夏の陣（6月9日、ROCKET）共演:神ユキ、本真ゆり、春川せせら、南瀬奈、しほのちさ、まひろ芽唯
- ムッチムチ黒ギャル現役デリヘル嬢「私を愛人奴隷にして下さい」とストーカー男のチ◎ポで哀願イキ!! ニーナ24歳（7月8日、山と空）
- 美麗顔騎妻（7月25日、メディア総販ソレイル）
- オークションで見つけたギャルママ 「スマホのオークションにエロい格好をして出品しているギャルがいたので落札して教えられた番号に連絡して商品にクレームつけてみたら案外簡単にヤレる僕専用のヤリマンビッチな女になっていた」（8月13日、GALDQN・HERO）
- Iカップ爆乳コスプレイヤー淫交撮影（8月19日、クリスタル映像）
- 肉感ギャル混浴肉欲銭湯 エロすぎる変態お姉さんとすけべな男達（8月19日、まぐろ物産）
- 黒ギャル マゾBODYオークション（9月1日、クリスタル映像）共演:葉月美音、塚田詩織、双葉ゆきな、藤井あいり
- 驚異の巨乳輪メガボイン! デカメロンガール ニーナ 24歳 メイドカフェ店員 Iカップ(97cm)（9月18日、マザー）
- バブリーコスプレギャル肉弾七変化（11月20日、まぐろ物産）
- 奇跡のダイナマイトエロボディ! 爆乳デカ尻名古屋妻 愛梨（にいな） 28歳 Iカップ（97cm）ヒップ95cm（12月4日、マザー）
- 思わず●RECしたくなる着衣爆乳＜神＞祭り2016（12月9日、unfinished）共演：澁谷果歩、水澤りこ、小西みか、由來ちとせ
- Big Boobs Butt 西村ニーナ（12月26日、デカ拳）

- 西村ニーナウルトラBEST4時間（4月21日、まぐろ物産）※単体ベスト
- 爆乳ハーレムVR おっパブ貸し切り爆乳豊満ボディ全員中出しハーレムSEX（9月23日、E-BODY）共演:三島奈津子、小西みか、若槻みづな※VR作品、復帰第1作
- エロ舌肉感グラマーBODYべろキス中毒II（10月6日、クリスタル映像）
- 淫らな豊満爆乳痴女に犯されたい（10月20日、Fitch）共演:三苫うみ
- マイクロミニスカートで社員を挑発するヤリマンドスケベ巨乳OL（10月26日、デジタルアーク）共演:羽生ありさ
- 肉欲W痴女 Lカップ超乳と超尻 西村ニーナ＆香澄レイ（11月1日、シネマユニット・ガス）共演:香澄レイ（黒木あおい）
- おばけ乳輪ギャル女教師パイズリ童貞筆下ろし学園（11月1日、kira☆kira）
- 妹のおっぱい、下から揉むか? 横から揉むか?（11月14日、チェリーズれぼ）
- Glamor（11月25日、デジタルアーク）共演:羽生ありさ
- 狭い混浴で爆乳ちゃんと遭遇!（12月1日、シネマユニット・ガス）
- むちむちデカ尻 神ブルマ 西村ニーナ（12月21日、親父の個撮）
- むっちりすけべなお姉さん 肉食ギャルと肉欲不倫温泉旅行（12月22日、まぐろ物産）

- ［閲覧注意］輪姦レイプ映像 ノーカット無編集・婦女強姦犯罪記録 無慈悲! クロロホルムとスタンガンで昏睡、媚薬で痙攣、輪姦され続け孕んだ爆乳主婦（3月1日、熟女塾）
- 爆乳マニアにしか撮れないこだわりの爆乳輪 ボインスタ映え（3月1日、シネマユニット・ガス）
- おじさん 1、2、3、4、5、6、7、8、9、10人「レンタルおじさん」を呼んでガチハメしてみたwww 性豪ユー○ューバー ニーナ (3月25日、ビッグモーカル)
- BOIN BOIN ムチムチ爆乳淫乱痴女 (4月26日、デジタルアーク) 共演:塚田詩織
- 突然の強制圧迫!!巨尻女子の下僕玩具になった俺 (4月26日、AKNR)
- はだかの家政婦 全裸家政婦紹介所 (5月1日、プラネットプラス)
- 西村ニーナの爆乳劇場 Icup!100cm (6月1日、プラネットプラス)
- 肉感イズム 西村ニーナ（7月7日、ビッグ・ザ・肉道）
- 超乳×爆乳舐めまくりレズビアン ～若妻と女子大生の猥褻イキ狂い～（8月13日、ユーアンドケイ）共演:黒木あおい
- 犬嗅ぎ乳娘2 納豆臭い巨乳編（8月23日、フェ血ス）
- エチエチ爆乳女子校生（9月25日、デジタルアーク）共演:塚田詩織
- ボイン大好きしょう太くんのHなイタズラ しょう太の家にボインが4人大集合!（10月4日、グローリークエスト）共演：桐島美奈子、椎葉みくる、成澤ひなみ
- 社内の爆乳上司はパワハラで部下を誘惑する淫乱ドスケベ痴女（10月25日、WEEKENDER）

- ママシ○タボイン!友達のママのデカすぎるおっぱいが目の前に。僕のピン勃ちチ○コに性欲全開ママは「息子がいない時に遊びおいで ♡」耳元で悪魔の囁き。何も知らない僕のカラダにイタズラ弄びオンナを教えてくれた （5月23日、SWITCH） 共演:三島奈津子、羽生ありさ
- ムチムチ豊満ドスケベデカ尻ブルマー （6月8日、デジタルアーク）
- 西村ニーナ 超肉弾爆乳相対的に同じIカップでも1.5倍ほどデカイ!揉みきれない圧倒的サイズ感! （7月1日、ABC/妄想族）
- 長い舌でノーハンドパイズリフェラ巨尻ズリで挟射!（8月1日、シネマユニット・ガス）[9]
- 天才すぎる女優のスゴすぎる肉体!（8月9日、肉盛）
- 初撮り中出しアルバイト スーパー爆乳JcupアマゾネスボディのM淫乱 藤田かおる（10月4日、h.m.p）
- ムチムチ爆乳Jcup103cm 西村ニーナ（10月25日、デジタルアーク）※単体ベスト
- 素人マスク 爆乳マラ喰い痴女（11月26日、デジタルアーク）

- 東京乳輪2020 爆乳類最強の金メダルは誰の手に!?（2月6日、ROCKET）共演：優月まりな、春菜はな
- 男の性感帯を焦らし倒す爆乳マゾ殺しVenus（3月13日、M男パラダイス）
- 向かいの部屋の巨乳美女をこっそり覗いていると恥じらいながらも誘惑し始め理性を失った僕は誘われるがまま…（3月20日、DOC）
- 同僚の恵体OLが男のアナルを●すペニバン痴女で最高すぎる（4月7日、MEGAMI）
- ぶっかけ豊満爆乳デカ尻秘書は社員を誘惑する変態ドスケベ痴女（4月25日、WEEKENDER）
- 爆乳爆尻ムチムチどすけべボディーのレズ競演 淫乱ダイナマイト・肉弾舐め合いレズビアン（6月19日、ゆりえっち）共演：若月みいな

- 巨乳デリヘル 西村ニーナ（7月19日、ゲインコーポレーション）
- 2つの性癖を持つドすけべワイフ 爆乳尻ビッチ肉感ボディM痴女セレブ妻 デカ乳Jカップと爆尻のクォーター奥様（8月19日、熟女はつらいよ）
- 汗かき元ヤン人妻が後輩作業員と下品なヤリ飲み慰安旅行　西村さん36歳（9月7日、変態紳士倶楽部）
- Wド痴女マスク 乳首ビンビンのWデカ乳に挟まれ身動きも出きずに何度も中出しさせる豊満ケダモノ女 ユリさん ニナさん（10月26日、痴女ヘブン）

- Madonna電撃専属 乳爆弾、衝撃のJカップ-。 西村ニーナ デカ乳が暴れ揺れる汗だく濃密SEX3本番（3月22日、マドンナ）
- 出張先で行ったソープの人気ナンバー1はまさかまさかの取引先の高飛車女部長で商談の憂さ晴らしに無制限中出し（4月26日、マドンナ）
- 寿退社を祝う温泉旅行で、私は上司に中出しされ続けて―。（5月24日、マドンナ）
- 原作:ビフィダス 泥酔背徳温泉―主婦・篠原雪枝さんの火遊び 理性を狂わす湯煙絶頂輪姦（6月28日、マドンナ）
- これは部下に厳しいムチムチ女上司にセクハラしたら怒られるどころかセックスまで出来た話です。（7月26日、マドンナ）
- 昔は細身で地味だったのに… 再会したらムッチムチで性欲旺盛な幼馴染の豊満な肉体に僕の精子は限界まで搾り取られてしまった。（8月23日、マドンナ）
- 妻には口が裂けても言えません、義母さんを孕ませてしまったなんて…。-1泊2日の温泉旅行で、我を忘れて中出ししまくった僕。（9月27日、マドンナ）
- ニートの僕が近所の肉感専業主婦を性欲ペットにした話。（10月25日、マドンナ）

- むちむち肉厚ボディ爆乳どすけべビッチと肉欲温泉プレイ（12月19日、LOVEま〇こ/妄想族）
- ワザと柔らか爆乳を顔面に押しつけて裏オプを誘う人妻エステティシャン（12月21日、DANDY）

### アダルトVR
2017年
- 爆乳ハーレムVR おっパブ貸し切り爆乳豊満ボディ全員中出しハーレムSEX 小西みか 西村ニーナ 若槻みづな（9月23日、E-BODY）
- 2人の爆乳が迫るセックス 西村ニーナ 香澄レイ（10月15日、シネマユニット・ガス）

2018年
- ピンクの巨乳輪と超尻を楽しむ騎乗位セックス 西村ニーナ（2月15日、シネマユニット・ガス）
- もしも彼女がAV女優 西村ニーナだったら… 夢の四畳半同棲生活（7月6日、WOW!）

2020年
- 【素人ハメ撮りVR】Jカップ爆乳のふわ甘デリヘル嬢とVRハメ撮り! 搾精スマートアシスト搭載のご奉仕マ○コをたっぷり召し上がれ♪（4月24日、スケこま一家VR）

2022年
- 0秒で準備万端いつでもSEX出来る都合が良いムチムチ愛人 西村ニーナ（7月22日、マドンナ）

### アダルト配信
2017年
- 朝までハシゴ酒 05 in 新大久保駅周辺 ニイナ 29歳 フリーモデル 新大久保で発見! オッパイ!!! オッパイが居酒屋でお酒飲んでましたww!!! 韓流好きの腐女子に混じってでっかいオッパイが、お酒を飲んでましたwww! フリーのモデルでIカップ! 彼氏無しでチョー美人! おまけにノリが良くて積極的!!! 巨乳は感度が悪い説を真っ向から覆す、ビックビクでブルンブルンの乱れっぷりだった件。新大久保の男って目が見えないの?ってマジに心配(感謝)しましたwww（10月13日、プレステージプレミアム）

2018年
- にーな（10月7日、Lady Hunter）

2019年
- かおり（6月15日、おっぱいちゃん）
- かおり 2（6月22日、おっぱいちゃん）

2022年
- THE 爆乳会4時間SP おっぱい100cm超級の人気AV女優10人がぶるんぶるんっ大集合! 吉根ゆりあ 彩奈リナ 小梅えな 西村ニーナ 宝田もなみ（3月11日、パラダイステレビ）
- 配信限定 ハメ撮り MADOOOON!!!! マドンナ専属女優の『リアル』解禁。西村ニーナ（10月4日、マドンナ）

## 出演

### 映画
- スケベ研究室 絶倫強化計画（2015年11月13日公開、監督:国沢実、オーピー映画） - 「小早川千絵」役[10]
- 性感治療 股ぐらの処方箋（2019年7月5日公開、監督・脚本：佐々木浩久、原作：滝川杏奴、オーピー映画）-「松井絵里奈」役[11]
  - 劇場版・悦楽クリニック！　凛子の淫らな冒険（2019年8月29日、オーピー映画）※性感治療～の一般公開編集版[12]
- 揉めよドラゴン 爆乳乱れ咲き（2020年8月28日、オーピー映画）[13]
- ふたつの月に濡れる（2024年12月11日、オーピー映画）- みゆき 役[14]

### オリジナルビデオ
- 嬢王輪舞曲 時をかけるキャバ嬢と極上の一夜（2020年12月2日、彩プロ）-「愛華」役

### ドラマ
- 【AーONE】ミッション：ティンポッシャブル（2017年7月～2018年3月、パラダイステレビ ）- 「ニーナ・ニシムラ」役[15]

### ラジオ
- リライズプロのフォーエニシング（2016年8月14日、エフエム浦安）

### インターネット番組
- ブルマ喰い込みハミ尻娘のノーパン・ノーブラ大運動会（2017年10月26日、ニコニコ生放送）共演:甘良しずく
- 生アダルトバラエティ『Ａ-ナマ』（2018年3月29日、FC２動画）

### テレビ
- 吉根ゆりあのMの世界（2020年01月18日、エンタ!959）